# Leptojulis urostigma
Leptojulis urostigma là một loài cá biển thuộc chi Leptojulis trong họ Cá bàng chài. Loài này được mô tả lần đầu tiên vào năm 1996.

## Từ nguyên
Từ định danh của loài được ghép bởi hai từ trong tiếng Hy Lạp cổ đại: uro ("đuôi") và stigma ("dấu, vệt"), hàm ý đề cập đến đốm đen lớn trên gốc vây đuôi của chúng.

## Phạm vi phân bố và môi trường sống
L. urostigma có phạm vi phân bố ở Tây Thái Bình Dương. Loài này được ghi nhận từ đảo Đài Loan trải dài đến Philippines; quần đảo Sunda Nhỏ; và toàn bộ vùng biển phía bắc đảo New Guinea.
L. urostigma sống trên nền đáy bùn, thường tập trung ở các vùng cửa biển, nơi có trầm tích lắng đọng bởi các con sông ở độ sâu đến 100 m.

## Mô tả
L. urostigma có chiều dài cơ thể tối đa được ghi nhận là 11 cm.
Số gai ở vây lưng: 9; Số tia vây ở vây lưng: 11; Số gai ở vây hậu môn: 3; Số tia vây ở vây hậu môn: 11; Số gai ở vây bụng: 1; Số tia vây ở vây bụng: 5.

## Hành vi và tập tính
Thức ăn của L. urostigma là các loài động vật giáp xác sống ở tầng đáy, giun nhiều tơ và cả các loài cá nhỏ hơn. Loài này có thể bơi thành từng nhóm nhỏ hoặc sống đơn độc.